# James S. Holmes
James Stratton Holmes (ur. 2 maja 1924 w Collins, zm. 6 listopada 1986 w Amsterdamie) – holenderski tłumacz i poeta pochodzenia amerykańskiego, pierwszy laureat nagrody Martinusa Nijhoffa niepochodzący z Holandii oraz jeden z założycieli traduktologii, jak i również pomysłodawca nazwy „Translation Studies”. Poza podpisywaniem swoich prac James S. Holmes używał również pseudonimów Jim Holmes oraz Jacob Lowland. Jednym z jego najodważniejszych osiągnięć do dziś pozostaje przetłumaczenie na język angielski słynnego wiersza Awater autorstwa holenderskiego poety i eseisty, Martinusa Nijhoffa.

## Życiorys

### Dzieciństwo i edukacja
James S. Holmes urodził się i wychował na farmie w Collins w centralnej części stanu Iowa w Stanach Zjednoczonych. Był najmłodszym z sześciorga rodzeństwa, wśród których trzej jego starsi bracia pomagali w pracach na farmie, podczas gdy sam Holmes grał na pianinie i pomagał matce w pracach domowych. W 1941 roku po ukończeniu szkoły średniej rozpoczął studia na Quaker College of Oskallosa w Iowa. Po dwóch latach rozpoczął praktyki nauczycielskie w gimnazjum Barnesville w Ohio. Kilka lat później, odmawiając wstąpienia do służby wojskowej został skazany na sześć miesięcy więzienia po upływie których wrócił na studia: wpierw na William Penn College, a potem na Haverford College w Pensylwanii. Choć początkowo wydawało się, że James S. Holmes postanowi studiować muzykę, ostatecznie zdecydował się na filologię angielską oraz historię, z których uzyskał odpowiednie stopnie naukowe. W 1948 roku, po otrzymaniu stopnia magistra w obydwu kierunkach, James S. Holmes zdecydował się kontynuować swoją naukę na Brown University w Providence, w stanie Rhode Island. Rok później uzyskał stopień doktora. W międzyczasie Holmes zdążył wziąć udział w okazjonalnych pracach edytorskich oraz napisać i opublikować swoje pierwsze wiersze, które z czasem stały się jego pasją.

### Wyjazd i pobyt w Holandii
W 1949 roku James S. Holmes postanowił przerwać swoją naukę, aby móc rozpocząć pracę jako nauczyciel w szkole Quaker w Zamku Eerde, niedaleko Ommen w Holandii w ramach programu Fulbright. Po roku zdecydował się pozostać jeszcze na jakiś czas w Holandii i podczas tego pobytu spotkał Hansa van Marle, z którym znajomość później okazała się powodem, dla którego Holmes postanowił nie wracać do Stanów Zjednoczonych i na zawsze zamieszkać w Amsterdamie. Przez kolejne dwa lata James Holmes uczęszczał na lektoraty z języka duńskiego prowadzone przez Nico Donkersloota prowadzone na Uniwersytecie Amsterdamskim. W tym też okresie, w roku 1951, Holmes zaczął publikować pierwsze sporządzone przez siebie przekłady poezji. Zajęcie to z czasem stało się jego głównym środkiem zarobku po uzyskaniu tytułu profesora nadzwyczajnego na wydziale językoznawczym na Uniwersytecie Amsterdamskim.

### Tłumaczenie poezji
Razem z Hansem van Marlem, James S. Holmes tłumaczył na język angielski nie tylko poezję, ale i również prace o Indonezji i tamtejszej poezji. Jego kariera tłumacza rozwijała się znacząco na przestrzeni kilku lat i już w 1956 roku otrzymał jako pierwszy obcokrajowiec holenderską nagrodę Martinusa Nijhoffa za jego wkład w tłumaczenie holenderskich dzieł na język angielski. James S. Holmes brał też udział przy tworzeniu angielskiego czasopisma Delta poświęconego w całości kulturze holenderskiej i belgijskiej jako edytor sekcji poetyckiej, w której poświęcał swój czas na tłumaczenie ówcześnie współczesnej poezji holenderskiej na język angielskiej. W tym też okresie Holmes oddał się tłumaczeniu poezji grupy holenderskich pisarzy „Vijftigers” oraz „post-Vijftigers”. Jednym z największych osiągnięć Holmesa w Holandii było przetłumaczenia wiersza Awater autorstwa Martinusa Nijhoffa na język angielski. Według obiegowych opinii sam T.S. Eliot oraz Iosif Aleksandrowicz Brodski mieli wyrazić swój zachwyt względem i tłumaczenia i oryginalnego dzieła. Po wielu latach tłumaczenia poezji holenderskiej i flamandzkiej, James S. Holmes otrzymał w 1984 roku nagrodę Vertaalprijs van de Vlaamse Gemeenschap będącą nagrodą flamandzkiej społeczności w dziedzinie przekładu. W tym samym też roku Columbia University Press wydało antologię post-wojennej, holenderskiej poezji zwanej Dutch Interior, której tłumaczenia na język angielski podjął się James S. Holmes. Za całokształt jego wkładu w rozwijanie holenderskiej świadomości w świecie anglosaskim, Translation Centre Uniwersytetu Columbia zdecydował się ustanowić nową nagrodę dla holenderskich tłumaczy nazwaną imieniem i nazwiskiem Jamesa S. Holmesa.

### Aktywność społeczna
James S. Holmes był zawsze mile widziany w Holandii nie tylko ze względu na swoje znajomości w kręgu tłumaczy, ale również przez wzgląd na swoich homoseksualnych przyjaciół z Amsterdamu. Pomimo wyraźnie słyszalnego amerykańskiego akcentu i problemów z holenderskim rodzajnikiem określony, Holmes nie był traktowany w Holandii jako obcokrajowiec, pozwalano mu nawet obejmować stanowiska edytorskie w takich magazynach jak młodociane, holendersko-belgijskie Gard Sivi. Oprócz tego, James S. Holmes pracował też nad Literair Paspoort, De Gids, De Nieuwe Stem, Maatstaf i De Revisor oraz był członkiem zarówno holenderskiego, jak i międzynarodowego oddziału PEN Club, Stowarzyszenia Pisarzy, Holenderskiego Stowarzyszenia Literatury oraz Narodowej Komisji UNESCO. Dodatkowo Holmes został członkiem komitetu Fundacji na rzecz Zagranicznej Promocji Literatury Holenderskiej, Holenderskiego Związku Tłumaczy, Stowarzyszenia Pisarzy i był honorowym członkiem Związku Flamandzkich Badaczy.
W 1967 roku, w teatrze Concertgebouw w Amsterdamie, Holmes zorganizował pokaz „Poetry for Now”, podczas którego organizatorzy rozwiesili we wspomnianym mieście tysiące plakatów z przetłumaczonymi wierszami, które można było znaleźć w Amsterdamie nawet kilka lat po całym wydarzeniu. Holmes brał udział w każdym wydarzeniu związanym z poezją, recytując wiersze, koordynując bądź udzielając konferencji na temat przekładu. Uczestniczył między innymi w Poetry International w Rotterdamie i One World Poetry w Amsterdamie. Gdy tylko natrafiła się okazja zawsze gotów był do organizowania konferencji na temat przetłumaczonych holenderskich wierszy. Jedno z takich wydarzeń w Bibliotece Kongresu w Waszyngtonie. W latach siedemdziesiątych James Holmes zaczął również przeprowadzać warsztaty w przekładaniu poezji ze studentami, z których część została sławnymi tłumaczami poezji.

### Poetry Gone Gay
W 1984 roku podczas trwania One World Poetry, Holmes postanowił zorganizować wieczór „Poetry Gone Gay”, na którym odbyło się czytanie jego prac traktujących o homoseksualizmie i erotyzmie. On sam uznał fakt możliwości pokazania tej swojej strony do publiczności i bycia za to rozpoznawalnym i akceptowanym za wyzwalający. Holmes zwykł do pokazywania swojej orientacji seksualnej nie tylko poprzez poezję, lecz również ubiór i akcesoria. Ekstrawagancki styl życia Holmesa kierowany przez wolność seksualną mógł stać się jednym z powodów jego śmierci przez AIDS i choć on sam wiedział, jakie niebezpieczeństwa wiążą się z takim trybem życia, Holmes zaprzeczył, żeby miały one jakikolwiek wpływ na jego decyzje życiowe.
Na pogrzebie Jamesa Holmesa jego partner i życiowa miłość, Hans van Marle, zakończył swoją mowę pożegnalną fragmentem „Meditation XVII” z metafizycznej książki autorstwa Johna Donne’a „Devotions Upon Emergent Occasions” napisanej w 1624 roku:
„No man is an island entire of itself; every man
is a piece of the continent, a part of the main;
[...]
any man’s death diminishes me,
because I am involved in mankind.
And therefore never send to know for whom
the bell tolls; it tolls for thee.”

## Translation Studies
Kiedy w 1964 roku na Uniwersytecie Amsterdamskim postanowiono otworzyć Wydział Traduktologii (ang. Translation Studies) został zaproszony do współpracy jako profesor nadzwyczajny. Jego doświadczenie i wiedza nabyte między innymi poprzez koordynowanie zajęciami w Instytucie Interpretatorów i Tłumaczy, który został potem zintegrowany w Instytut Traduktologii, okazały się bezcenne w tym zawodzie.
W 1972 roku podczas konferencji w Leuven James Holmes przedstawił treść swojej pracy The Name and Nature of Translation Studies, która uczyniła go jednym z najbardziej czołowych założycieli dziedziny translation studies. Sam Holmes jest też osobą, która przyczyniła się do wybrania wspomnianej nazwy, odrzucając przy tym inne, brzmiące bardziej ambitne propozycje jak „science of translation”, „science de la traduction”, „traductology”, „traductologie”, „Übersetzungswissenschaft”, „Translationswissenschaft”, uważając je za niepoprawnie odzwierciedlające stan dziedziny. Holmes aktywnie oponował poglądowi, że teoria przekładu jest na czymś na tyle powszechnie uznanym, że może służyć jedynie za podstawę do tworzenia kolejnych teorii. Według jego poglądów dziedziny tej nie można zredukować ani jedynie do pragmatyzmu ani jedynie do tworzenie coraz to kolejnych teorii; zamiast tego translation studies powinno oferować większy zakres działalności dydaktyczne niż tylko „nauka”, „teoria” i tym podobne sformułowania.
Jedną z bardziej kluczowych myśli Jamesa Holmesa była mapa translation studies wyszczególniająca poszczególne sektory na których operować miałaby ta dziedzina. Pierwszym podziałem jest rozróżnienie sektora „czystego” (ang. pure) oraz „użytkowego” (ang. applied). Celem pierwszego sektora jest opis zjawiska tłumaczenia oraz ustanowienie zasad wyjaśniających i przewidujących takie zjawiska, tzw. teoria przekładu (ang. translation theory). Drugi sektor obejmuje zastosowanie praktycznej części przekładoznawstwa. Kolejne podziały przedstawiają się w następujący sposób:
Sektor Czysty:
- teoretyczny
  - ogólne
  - częściowe
    - ograniczone przez środek przekazu: odnosi się do różnic między tłumaczeniem np. książek i filmów oraz do podziału na tłumaczenia wykonywane przez ludzi bądź maszyny z różnymi dalszymi podziałami;
    - ograniczone przez przestrzeń: odnosi się do różnych teorii, przekładów i języków z różnych krajów, kultur itp.;
    - ograniczone przez kategorię: odnosi się do teorii, które najczęściej patrząc na teksty pod kątem słów, bądź jedynie zdanie, nie zwracając uwagi na makrostrukturę pomniejszych elementów;
    - ograniczone przez rodzaj tekstu: odnosi się do wszelakich dyskursów i gatunków tekstów: np. przekład medycznych, prawniczych dokumentów;
    - ograniczone przez czas: odnosi się do różnych teorii i przekładów z różnych okresów historycznych;
    - ograniczone przez problemy: odnosi się do różnych problemów, jak np. ekwiwalencja bądź uniwersalne reguły w tłumaczeniu;

- opisowy
  - skierowany na produkt: odnosi się do analizowanie aktualnie istniejących tłumaczeń (np. w skali pary ST-TT, tekstu źródłowego i docelowego);
  - skierowany na proces: odnosi się do psychologii tłumaczenia; do tego co dzieje się w umyśle tłumacza;
  - skierowany na funkcje: przykłada większą wagę do kontekstu niż samego tekstu, odnosi się społeczno-kulturowej sytuacji panującej w kraju, kulturze do której adresowany jest przekład;

Sektor Użytkowy:
- trening tłumacza: metody nauczania, metody sprawdzania, projekt programu nauczania;
- pomoce tłumaczeniowe: słowniki, książki o gramatyce;
- krytyka tłumaczenia: oceny przekładów, recenzje opublikowanych przekładów[5];

Mapa translation studies Jamesa Holmesa, jak i całość jego poglądów na tę dyscyplinę zawiera w sobie wiele elementów, które zainspirowały przyszłych tłumaczy. Holmes podnosi problem ekwiwalencji i jej istotności, który w późniejszych latach wciąż będzie tematem dyskusji. Teorie opisowe w Sektorze Czystym są natomiast związane z nurtem opisowej traduktologii, która odrzuca wszelkie stwierdzenia a priori dotyczące tłumaczenia i zamiast skupiania swojej uwagi na tym czym jest bądź powinien być przekład i woli przyjrzeć się skrupulatnie wszystkim problemom związanym z tłumaczeniem. Jeden z głównych przedstawicieli tego nurtu, Gideon Toury, w swojej najbardziej wpływowej pracy „In search of a theory of translation”, używa wielu kluczowych konceptów w sposób podobny do Holmesa, łącząc je jednakże z nowym, głównym konceptem. W samej sekcji opisowej w Sektorze Czystym znaleźć też można koncepty sugerujące zainteresowanie Holmesa zwrotem funkcjonalnym w traduktologii (ang. functional turn). Jednym z filarów w mapie o którym wspomina Holmes jest też „polityka przekładu” (ang. translation policy), w której wedle jego poglądów badacz traduktologii doradza w sprawach tego, jakie miejsce w danym społeczeństwie przekłady i przekładoznawstwa zajmują bądź powinny zajmować miejsce. W ramach tego pojęcia zalicza się też rozważanie czy i jeśli tak to jakie miejsce zajmować powinna ta dziedzina w programach nauczania języka.
Późne lata siedemdziesiąte dwudziestego wieku przyniosły rozkwit wielu sektorów z mapy Holmesa dzięki badaczom zajmującym się analizą kontrastywną oraz niemieckim badaczom u których, nawet mimo dość silnej pozycji idei „nauki” o przekładzie, zaczęto podważać koncept ekwiwalencji. W Niemczech nastąpił też wzrost zainteresowania rodzajami tekstów oraz ich celami, dając w ten sposób podwaliny pod Teorię skoposu. Do dziś Holmes uważany jest za jedną z najważniejszych osób biorących udział przy powstaniu dziedziny translation studies. Choć część z jego prac i myśli mogła już ulec przedawnieniu (polityka przekładu w dzisiejszym znaczeniu znacznie bardziej skupia się na kontekście ideologicznym), jego szkic potencjału drzemiącego w przekładoznawstwie wciąż jest używany jako punkt wyjścia w wielu pracach, a sam Holmes często gości w bibliografiach.

## Publikacje

### Poezja
- Jim Holmes, Nine Hidebound Rimes. Poems 1977, Amsterdam 1978
- Jacob Lowland, The Gay Stud’s Guide to Amsterdam and Other Sonnets, Amsterdam 1978; drugie wydanie 1980
- Jacob Lowland, Billy and the Banquet, Amsterdam 1982
- James S. Holmes, Early Verse 1947-1957, Amsterdam/New York 1985

### Tłumaczenia poezji
- Martinus Nijhoff, Awater. A Long Poem, With a Comment on Poetry in Period of Crisis, Amsterdam 1992
- Paul Snoek and Willem M. Roggeman (edytor), A Quarter Century of Poetry from Belgium, Bruxelles/L’Aja 1970
- Peter Glasgold (ed.), Living Space, New York 1979
- Lawrence Ferlinghetti and Scott Rollins (edytor), Nine Dutch Poets, San Francisco 1982
- James S. Holmes and William Jay Smith (edytor), Dutch Interior. Postwar Poetry from the Netherlands and Flanders, New York 1984

### Tłumaczenia zamieszczone w czasopismach
- Modern Poetry in Translation, 1976
- Delta
- Atlantic
- Carcanet
- Chelsea Review
- Poetry Quarterly

### Artykuły i publikacje naukowe
- James S. Holmes et al. (edytor), The Nature of Translation. Essays on the Theory and Practice of Literary Translation, L’Aja/Bratislava 1970
- James S. Holmes et al. (edytor), Literature and Translation. New Perspectives in Literary Studies, Leuven 1978
- James S. Holmes, Translated! Papers on Literary Translation and Translation Studies, Amsterdam 1988